# تييري لورو
تييري لورو (بالفرنسية: Thierry Leroux)‏ (24 مارس 1966 فرنسا - 30 ديسمبر 2011) هو لاعب كرة قدم فرنسي سابق كان يلعب كلاعب وسط.

## روابط خارجية
- تييري لورو على موقع قاعدة بيانات كرة القدم.إي يو (الإنجليزية)
- تييري لورو على موقع Soccerway.com (الإنجليزية)
- تييري لورو على موقع عالم كرة القدم.نت (الإنجليزية)
- تييري لورو على موقع GSA (الإنجليزية)